# Masskrug

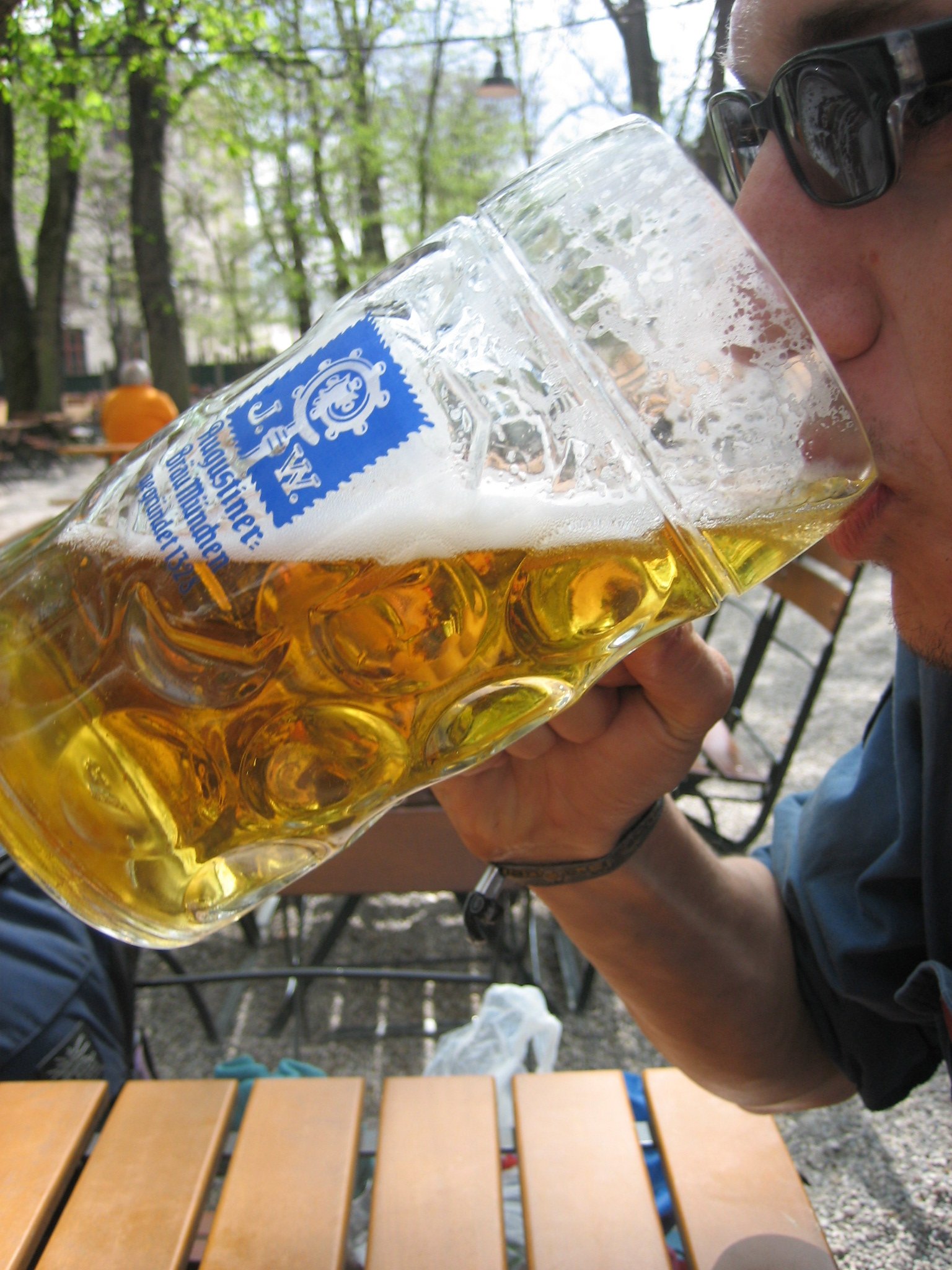
Maßkrug från Augustinerbräu

Maßkrug eller kort Maß är en viss typ av tysk ölsejdel som rymmer volymen av en Maß. Maßkanne var en äldre tysk måttenhet som motsvarade 1,069 liter, idag avses dock exakt 1,00 liter. Traditionellt serveras i Bayern och Österrike öl i Maßkrug. 

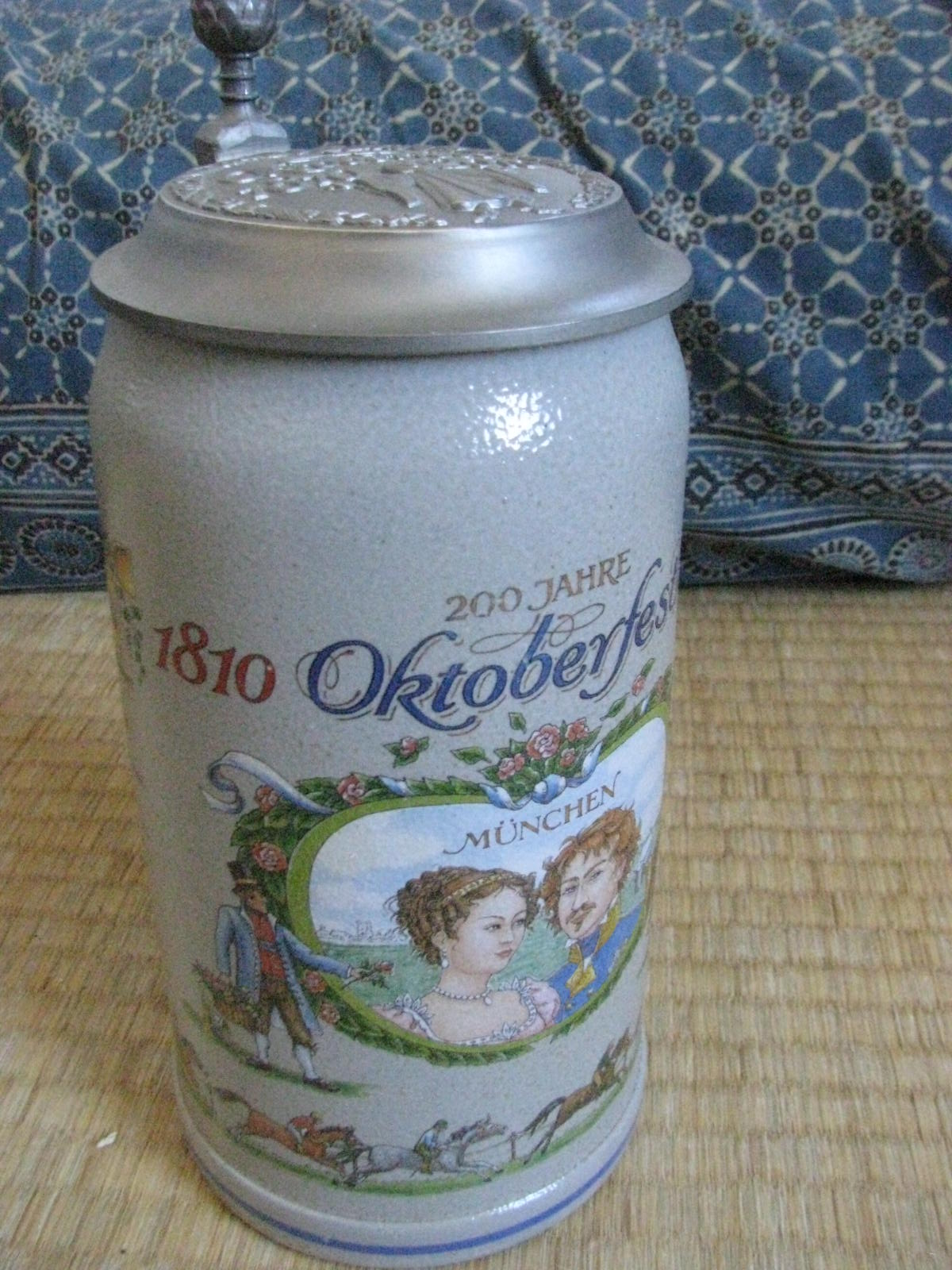
Samlarmaß i stengods från Oktoberfest 2010.

Själva sejdeln var i början tillverkad av stengods men kompletterades och avlöstes kring sekelskiftet 1900 av enliterssejdlar i glas. Keramiksejdlarna hade ibland även ett lock av tenn med gravyr eller gjuten logotyp. På glassejdlarna finns ofta runda fördjupningar, så kallade ögon, som ger glaskroppen mera stabilitet och ett tilltalande yttre. 
Mycket kända är enliterssejdlar i stengods som utges i nyupplaga och ny design i samband med varje Oktoberfest, en sådan Maßkrug blir till samlarobjekt. I öltälten på Oktoberfest serveras dock öl i Maßkrug av glas. 
Priset för en Maßkrug öl på Oktoberfest fastställs varje år på nytt och meddelas några månader i förväg. Ölpriset för en Maß brukar diskuteras livligt i media och hos allmänheten och blir gärna ett mått på inflation. Genomsnittspriset för en Maß öl på Oktoberfest var 8,44 Euro år 2009 och steg till 8,97 Euro år 2011, en prisökning med 3,94% på två år.